# احمد بن محمد دینوری
ابوالعباس احمد بن محمد دینوری زاده دینور کرمانشاه عارف و عالم قرن چهارم هجری می‌باشد. دینوری مدتی درنیشابور به وعظ و ارشاد مردم پرداخت، در وعظ شهرت داشت. بعد از مدتی عازم ترمذ و سپس سمرقند شد و سال ۳۴۰ در سمرقند درگذشت.
دینوری با افرادی همانند یوسف بن حسین رازی، عبدالله خرار، محمد جریری، ابن عطا آدمی، رویم بغدادی و جنید بغدادی مصاحبت و مکاتبه داشته‌است.
از دینوری سخنانی دربارهٔ ویژگیهای عرفان و سلوک به جای مانده‌است.
خواجه عبدالله انصاری دربارهٔ احمد بن محمد دینوری: دینوری واعظ بود و سخن معرفت را خوب و نیکو بیان می‌کردند.
وی همچنین برای بیان برخی از عقاید عرفانی از داستان انبیا استفاده کرده‌است همانند خداشناسی ابراهیم و اصل را بر تکامل خداشناسی وی می‌داند نه در مجادله. احمد بن محمد دینوری به عملکرد برخی صوفیان نقد کرده.